# Флойд Вестерман
Флойд «Червоний Ворон» Вестерман (1936—2007; мовою дакота — Kanghi Duta) — актор, музикант і художник, учасник Руху американських індіанців.

## Життєпис
Народився в Південній Дакоті, у резервації індіанських племен сіссетонів і вахпетонів Лейк-Траверс. Його ім'я мовою дакота — Червоний Ворон.
У віці 10 років направлений в школу-інтернат для індіанських дітей, де він познайомився з Деннісом Бенксом, який згодом став одним з активістів руху американських індіанців. У школі-інтернаті індіанським дітям забороняли носити довге волосся і розмовляти рідною мовою. Подорослішавши, Вестерман завжди відстоював права індіанців.
Закінчив Північний державний університет у Абердині (Південна Дакота), після чого 2 роки прослужив у морській піхоті.
Перед тим, як стати актором, був відомий як виконавець пісень у стилі кантрі. Окрім сольних робіт, він співпрацював з Джексоном Брауном, Бонні Рейтт, Віллі Нельсоном, Крісом Крістоферсоном, Баффі Сент-Марі, Гаррі Белафонте і Джоні Мітчелл. У 1990-ті роки брав участь у світовому турне разом із Стінгом — для збору коштів в Фонд захисту тропічних лісів.
Дебют у кіно відбувся 1989 року, Вестерман зіграв Червоного Ворона, батька головного героя у фільмі «Ренегати». Потім були ролі у фільмах «Танці з вовками» й «Дорз». Знявся в декількох серіалах, серед них — у культовому американському «Цілком таємно». Загалом в фільмографії Флойда Вестермана близько 40 фільмів. Також знімався в рекламних роликах, де часто був одягнений в традиційний одяг індіанців сіу.
Помер 13 грудня 2007 року після тривалої хвороби в Лос-Анджелесі (медичний центр Сідарс-Сінай), останні роки життя був хворий на лейкемію. Без нього лишилися дружина Розі, чотири дочки та син.

## Фільми та серіали
| Рік       | Назва                                                                    |
| --------- | ------------------------------------------------------------------------ |
| 1988      | Макгайвер MacGyver                                                       |
| 1989      | Дорога на пау-вау Powwow Highway                                         |
| 1989      | Ренегати Renegades                                                       |
| 1989-1990 | Хардбол Hardball                                                         |
| 1990      | Той, що танцює з вовками Dances with Wolves                              |
| 1990      | Команда рятувальників Капітана Планети Captain Planet and the Planeteers |
| 1991      | Закон Лос-Анджелеса L.A. Law                                             |
| 1991      | The Doors The Doors                                                      |
| 1991      | Просіка Clearcut                                                         |
| 1991      | Син ранкової зірки Son Of The Morning Star                               |
| 1992      | Вона написала вбивство Murder, She Wrote                                 |
| 1991-1993 | Північна сторона Northern Exposure                                       |
| 1993      | The Wild West                                                            |
| 1993      | The Dakota Conflict                                                      |
| 1993      | Rio Shannon                                                              |
| 2000      | Практика The Practice                                                    |
| 1993      | Розірваний ланцюг The Broken Chain                                       |
| 1993-1994 | Вокер, техаський рейнджер Walker, Texas Ranger                           |
| 1994      | Жінка лакота: Облога Вундед-Ні Lakota Woman: Siege at Wounded Knee       |
| 1994      | Джонатан з Ведмедів Jonathan degli orsi                                  |
| 1995      | 500 націй 500 Nations                                                    |
| 1995      | Buffalo Girls                                                            |
| 1995      | Siringo                                                                  |
| 1995      | Розанна Roseanne                                                         |
| 1997      | Хамелеон The Pretender                                                   |
| 1997      | Dusting Cliff 7                                                          |
| 1997      | Ночі Бейвот Baywatch Nights                                              |
| 1997      | Хоробрий The Brave                                                       |
| 1997      | Полтергейст: Спадщина Poltergeist: The Legacy                            |
| 1997      | Мілленіум Millennium                                                     |
| 1998      | Naturally Native                                                         |
| 1999      | Сіра Сова Grey Owl                                                       |
| 1995-1999 | Цілком таємно The X Files                                                |
| 2001      | Дарма і Грег Dharma & Greg                                               |
| 2001      | Справедлива Емі Judging Amy                                              |
| 2003      | Truth and Dare                                                           |
| 2003      | Атлантида: Повернення Майло Atlantis: Milo's Return                      |
| 2003      | Володар мрій DreamKeeper                                                 |
| 2004      | Ідальго Hidalgo                                                          |
| 2006      | Скарб Тілламук The Tillamook Treasure                                    |
| 2008      | Місяць команчів Comanche Moon                                            |
| 2008      | На тверезу голову Swing Vote                                             |